# Too Much Pussy!
Too Much Pussy! (Untertitel Feminist sluts in the Queer X Show) ist ein sexpositiver, feministischer Dokumentarfilm der französischen Regisseurin Émilie Jouvet.

## Inhalt
Sieben junge Frauen reisen einen Sommer lang in einem kleinen Bus durch Europa, von Paris über Brüssel und Berlin nach Stockholm, „allesamt lesbisch oder bisexuell“. Sie organisieren sich Auftritte in Clubs und auf kleinen Bühnen der Queer-Szene mit einem Performance-Programm, in das jede ihre spezifischen Talente einfließen lässt. Sie inszenieren sich dabei als Künstlerinnen, Aktivistinnen und Pornostars. „Sie haben Sex auf der Bühne und masturbieren vor Publikum. Sie fesseln sich gegenseitig, um zum Höhepunkt zu kommen, und das alles für den Feminismus. Zwischen den Bühnenperformances haben die Darstellerinnen ständig Sex, scheinbar immer und überall.“

## Preise
- 2010 Prix One+One (Kritikerpreis), Festival international du film de Belfort-Entrevues
- 2011 Publikumspreis Bester Dokumentarfilm, Reelout Queer Film Festival Kingston
- 2011 Bester LGBT-Film, Cannes Independent Film Festival
- 2011 PorYes-Award beim PorYes Feminist Porn Award Europe in Berlin[2]

## Wissenswertes
Der Film wurde beim Cinémarges Festival in Bordeaux im April 2010 uraufgeführt. 2011 erschien eine explizitere Fassung des Films unter dem Titel Much More Pussy! Grrrls, Sex, Politics and Glitter.